# 伊号第三十潜水艦
伊号第三十潜水艦（いごうだいさんじゅうせんすいかん、旧字体：伊號第三十潜水艦）は、大日本帝国海軍の伊十五型潜水艦（巡潜乙型）11番艦。第一次遣独潜水艦として有名。
当初は伊号第三十五潜水艦と命名されていたが、1941年（昭和16年）11月1日に伊号第三十潜水艦と改名されている。

## 艦歴
1939年（昭和14年）の第四次海軍軍備補充計画（④計画）により、1939年6月7日に呉海軍工廠で起工。1940年（昭和15年）9月17日に進水し、1942年（昭和17年）2月28日に竣工した。竣工と同時に呉鎮守府籍となり、第14潜水隊に編入された。
3月10日、第14潜水隊は第8潜水戦隊に編入。
4月11日、伊30は呉を出港。16日、伊10、第1潜水隊と共に甲先遣隊を編成。20日にペナンに到着し、22日にペナンを出港。5月7日早朝、アデンを航空偵察。8日夜にはジブチを航空偵察するが、搭載機が発見されて対空砲火を受けた。19日にはザンジバルとダルエスサラームを飛行偵察し、停泊中の輸送船1隻、出港中の4,000トン級輸送船を報告。着水時に搭載機のフロート1つが破損するも、機はそのまま収容された。20日、モンバサを潜望鏡偵察。24日夜にはディエゴ・スアレスを潜望鏡偵察。6月17日、特設巡洋艦報国丸（大阪商船、10,438トン）、愛国丸（大阪商船、10,437トン）と合流し、燃料補給を受け、第1次訪独潜水艦として、零式水上偵察機、九一式航空魚雷の設計図、八九式空気魚雷14本、シェラック660キロ、雲母840キロを積んで枢軸国の友邦であるドイツへ向かった。「伊30潜」の暗号名は「モミ」であった。
大西洋へ向かう際に通過した吠える40度と呼ばれる海域では排気口からの海水の流入によるエンジン故障が発生。6月30日には南アフリカ空軍の偵察機に発見されるも、被害を受けることなく離脱することに成功。アゾレス諸島近海では8月2日に敵機の攻撃を受けるも甲板の板がはがれる程度で済んだ。8月6日、ロリアンに到着。同地でUボートと同じ灰色迷彩塗装が施された。また、96式連装対空機銃が取り外され、かわりに電波探知機「メトックス」、エリコン20ミリ四連装機銃が装備された。
「伊30潜」は電子兵器（ウルツブルクレーダーなど）4、エニグマ暗号機50台、魚雷発射誘導装置1、魚雷用爆薬50kg、輸送品67箱を積み、魚雷3本、零式水上偵察機1機、航空魚雷の設計図等をドイツ側に引き渡した。
8月22日、ロリアン発。10月8日、ペナンに到着。エニグマ暗号機10機のシンガポールへの陸揚げを命じられ、10月10日にペナンを発して10月13日にシンガポールに到着。エニグマ暗号機を陸揚げした「伊30潜」は、同日出港直後に触雷して沈没した。死者14名。
この触雷の原因は、機雷を除去した安全な航路が変更されていたにもかかわらず、遣独作戦中に変更された暗号による暗号文でこの航路変更が伝えられていたため、イ30がこのことを把握していなかったことによるという。
海軍は搭載物の引き揚げを図り、20ミリ機銃弾のほとんどと魚雷発射誘導装置、ウルツブルク射撃管制レーダーの設計図等を回収したが、多くの荷物は破壊され、最も重要な積荷であったウルツブルク射撃管制レーダーも破損してしまった。
1944年（昭和19年）4月15日に除籍された。
戦後の1959年（昭和34年）8月に北星船舶工業により浮揚され、設計図なども有効に活用された。その後、1960年（昭和35年）2月にかけて解体された。

## 犠牲者数
- 『消えた潜水艦イ52』では14人。 P108
- 『海軍技術研究所』では13人。 P128
- 『深海の使者』では13人。 P50

## 歴代艦長
※『艦長たちの軍艦史』408頁による。

### 艤装員長
- 河野昌通 少佐：1941年10月31日[14] - 1942年2月25日[15]

### 艦長
- 河野昌通 少佐：1942年2月25日[15] -
- 遠藤忍 中佐：1942年2月28日 -